# Cóndor de Plata 2019
La 67e cérémonie des Cóndor de Plata se déroule en 2019 et récompense les films sortis en 2018.
Les films et personnes nommés sont annoncés le 12 avril 2019 par l'Association des critiques de cinéma argentins.

## Palmarès[2]
| Meilleur film | Meilleur réalisateur |
| --- | --- |
| - L'Ange (El Ángel) - Joel - La flor - La reina del miedo - Rojo | - María Alché — Familia Sumergida - Agustina Comedi — El silencio es un cuerpo que cae - Mariano Llinás — La flor - Benjamín Naishtat — Rojo - Luis Ortega — L'Ange (El Ángel) |
| Meilleure actrice | Meilleur acteur |
| - Victoria Almeida — Joel - Valeria Bertuccelli — La reina del miedo - Elisa Carricajo, Valeria Correa, Pilar Gamboa et Laura Paredes — La flor - Mercedes Morán — Familia Sumergida - Sandra Sandrini — La cama                                                                     | - Lautaro Delgado — Unidad XV - Diego Gentile — Joel - Darío Grandinetti — Rojo - Alejo Mango — La cama - Sergio Prina — El motoarrebatador - Miguel Ángel Solá — El último traje |
| Meilleure actrice dans un second rôle | Meilleur acteur dans un second rôle |
| - Graciela Borges — La Quietud - Andrea Frigerio — Rojo - Mercedes Morán — L'Ange (El Ángel) - Florencia Peña — El Potro, lo mejor del amor - Cecilia Roth — L'Ange (El Ángel) | - Diego Cremonesi — Rojo - Germán de Silva — La educación del rey - Daniel Fanego — L'Ange (El Ángel) - Arturo Puig — Camino Sinuoso - Diego Velázquez — La reina del miedo' |
| Révélation féminine | Révélation masculine |
| - Esther Díaz — Mujer nómade - Martina Garello — Hasta que me desates - Laura Grandinetti — Rojo - Sary López — La reina del miedo - Huenu Paz Paredes — Yo, niña | - Matías Encinas — La educación del rey - Lorenzo Ferro — L'Ange (El Ángel) - Angelo Mutti Spinetta — Mi mejor amigo - Joel Nogueira — Joel - Rodrigo Romero — El Potro, lo mejor del amor - Walter Rodríguez — Marilyn |
| Meilleur scénario original | Meilleur scénario adapté |
| - Valeria Bertuccelli — La reina del miedo - Mariano Llinás — La Flor - Benjamín Naishtat — Rojo - Rodolfo Palacios, Luis Ortega et Sergio Olguín — L'Ange (El Ángel) - Carlos Sorín — Joel                                                                                          | - Lola Arias — Teatro de guerra, basé sur la pièce de Lola Arias. - Jorge Leandro Colás — Barrefondo, basé sur le roman de Félix Bruzzone. - Nicolás Gil Lavedra et Emiliano Torres — Las grietas de Jara, basé sur le livre de Claudia Piñeiro. |
| Meilleur premier film | Meilleur film documentaire |
| - El silencio es un cuerpo que cae — Agustina Comedi - El motoaarrebatador — Agustín Toscano - Familia sumergida — María Alché - La cama — Mónica Lairana - Marilyn — Martín Rodríguez Redondo - Mi mejor amigo — Martín Deus                                                        | - El silencio es un cuerpo que cae — Agustina Comedi - Mujer nómade — Martín Farina - No viajaré escondida — Pablo Hernán Zubizarreta - Piazzolla, los años del tiburón — Daniel Rosenfeld - Teatro de guerra — Lola Arias |
| Meilleur court métrage | Meilleure série ou meilleur téléfilm |
| - El niño y la noche — Tomás Morelli - El liberado — Martín Farina - Las fuerzas — Paola Buentempo - Aquel verano sin hogar — Santiago Reale - Los bastardos — Tomás Posse - La de Messi — Mauro Iván Ojeda                                                                          | - El marginal 2 — Alejandro Ciancio e Israel Adrián Caetano (TV Pública-Netflix) - La caída — Mario Segade (TV Pública) - La chica que limpia — Lucas Combina (TV Pública) - Morir de amor — Anahí Berneri (Telefe-Flow) - Un gallo para esculapio 2 — Bruno Stagnaro (TNT-Underground-Flow) |
| Meilleur film latino-américain | Meilleur film en langue étrangère |
| - Dry Martina de Che Sandoval (Chili) - Compañeros (La noche de 12 años) de Álvaro Brechner (Uruguay) - Les Héritières (Las herederas) de Marcelo Martinessi (Paraguay) - Roma de Alfonso Cuarón (Mexique) - Une femme fantastique (Una mujer fantástica) de Sebastián Lelio (Chili) | - Cold War (Zimna wojna) de Paweł Pawlikowski (Pologne) - Phantom Thread de Paul Thomas Anderson (États-Unis) - BlacKkKlansman : J'ai infiltré le Ku Klux Klan de Spike Lee (États-Unis) - The Florida Project de Sean Baker (États-Unis) - Visages, villages de Agnès Varda et JR (France) |
| Meilleure photographie | Meilleur montage |
| - Julián Apezteguia — L'Ange (El Ángel) - Kris Niklison — Vergel - Iván Gierasinchuk — Joel - Agustín Mendilaharzu — La flor - Pedro Sotero — Rojo | - Lionel Cornistein — Aterrados - Alejandro Brodersohn — El Potro, lo mejor del amor - Guille Gatti — L'Ange (El Ángel) - Alejo Moguillansky y Agustín Rolandelli — La flor - Andrés Quaranta — Rojo |
| Meilleur design artistique | Meilleur costume |
| - Daniela Calcagno et Eva Duarte — No llores por mí, Inglaterra - Laura Caligiuri — La flor - Juan Cavia y Walter Cornás — El Potro, lo mejor del amor - Julieta Dolinsky — Rojo - Julia Freid — L'Ange (El Ángel)                                                                   | - Patricia Conta — El Potro, lo mejor del amor - Jam Monti — Rojo - Carolina Sosa Loyola y Flora Caligiuri — La flor - Julio Suárez — L'Ange (El Ángel) - Marcela Vilariño — No llores por mí, Inglaterra |
| Meilleur musique | Meilleure chanson |
| - Gabriel Chwojnik — La flor - Gabriel Fernández Capello y Héctor Castillo — La reina del miedo - Moondog — L'Ange (El Ángel) - Nicolás Sorín — Joel - Vincent van Warmerdam — Rojo                                                                                                  | - El origen de la tristeza — El origen de la tristeza. Paroles et musique : Walter Piancioli. Interprète Los Tipitos - Las ausencias — El camino de Santiago. Paroles, musique et interprétation : León Gieco - Lo que más busco — Mi mejor amigo. Paroles : Daniel Suárez. Musique : Daniel Suárez et Pepe Céspedes. Interprétation : Bersuit Vergarabat - Reyes de la soledad — La reina del miedo. Paroles et musique : Gabriel Fernández Capello. Interprétation : Vicentico. - Yo soy el Fuego — La flor. Paroles : Mariano Llinás. Musique : Gabriel Chwojnik. Interprétation : Grupo Siempreverde |
| Meilleur maquillage | Meilleur son |
| - Marisa Amenta y Emanuel Miño — L'Ange (El Ángel) - Alberto Moccia — La flor - Yamila Repalli — Aterrados | - Leandro de Loredo — El Potro, lo mejor del amor - José Luis Díaz — L'Ange (El Ángel) - Julia Huberman — Familia sumergida - Fernando Ribero — Rojo - Catriel Vildosola — El motoarrebatador |